# Râul Birdanca
Râul Birdanca este un afluent al râului Bârzava. 

## Hărți
- Harta județului Timiș